# Marie-Louise (Vorname)
Marie(-)Louise oder Marie(-)Luise ist ein weiblicher Doppelvorname. Er setzt sich aus den beiden Vornamen Marie und L(o)uise zusammen.

## Bekannte Namensträgerinnen

### Marie-Louise
- Marie Louise d’Orléans (1662–1689), Mitglied der französischen Königsfamilie
- Marie Louise Élisabeth de Bourbon (1727–1759)
- Marie-Louise von Savoyen-Carignan (1749–1792)
- Marie-Louise von Österreich (1791–1847)
- Marie Louise von Larisch-Wallersee (1858–1940), Nichte der Kaiserin Elisabeth von Österreich
- Marie Louise von Bourbon-Parma (1870–1899), Fürstin von Bulgarien
- Marie Louise von Schleswig-Holstein-Sonderburg-Augustenburg (1872–1956)
- Marie-Louise Bagehorn (* 1991), deutsche Fußballspielerin
- Marie-Louise Berneri (1918–1949), italienische Anarchistin
- Marie Louise Fischer (1922–2005), deutsche Schriftstellerin
- Marie-Louise Roth (1926–2014), französisch-deutsche Literaturwissenschaftlerin

### Marie-Luise
- Marie-Luise Dött (* 1953), deutsche Politikerin (CDU)
- Marie-Luise Dreyer (* 1961), deutsche Politikerin (SPD), siehe Malu Dreyer
- Marie Luise von Hammerstein (1908–1999), deutsche Rechtsanwältin und Agentin
- Marie-Luise Heuser (* 1954), deutsche Philosophin
- Marie-Luise Jahn (1918–2010), deutsche Widerstandskämpferin
- Marie Luise Kaschnitz (1901–1974), deutsche Schriftstellerin
- Marie-Luise Marjan (* 1940), deutsche Schauspielerin
- Marie-Luise Millowitsch (* 1955), deutsche Schauspielerin, siehe Mariele Millowitsch
- Marie-Luise Neunecker (* 1955), deutsche Hornistin
- Marie-Luise Nikuta (1938–2020), deutsche Dialektsängerin
- Marie-Luise Scherer (1938–2022), deutsche Schriftstellerin und Journalistin
- Marie-Luise Schramm (* 1984), deutsche Schauspielerin und Synchronsprecherin
- Marie-Luise Smeets (* 1936), deutsche Kommunalpolitikerin (SPD)
- Marie Luise Stahl (* 1990), deutsche Schauspielerin
- Marie-Luise Stockinger (* 1992), österreichische Schauspielerin
- Marie-Luise Wolff (* 1958), deutsche Managerin